# Polydesmus henselii
Polydesmus henselii är en mångfotingart som beskrevs av Karsch 1881. Polydesmus henselii ingår i släktet Polydesmus och familjen plattdubbelfotingar. Inga underarter finns listade i Catalogue of Life.